# Dieter Feichtner
Dieter Feichtner (Innsbruck, 15 juni 1943 – Salzburg, 5 december 1999) was een Oostenrijkse synthesizerspeler en componist.

## Biografie
In zijn jeugd leerde Feichtner piano, bas en drum spelen en hij studeerde tijdelijk aan het Mozarteum. Tijdens de jaren 1970 speelde hij met verschillende gekoppelde analoge synthesizers en effecten en werd hij voor het eerst bekend om zijn samenwerking met John Surman, Barre Phillips en Stu Martin, met wie hij op een Europese tournee ging vanaf 1975 en met de balletgroep van Carolyn Carlson een gastoptreden had van één maand in de Parijse Opera (album Mountainscapes, 1976). Na tournees met gitarist Klaus Balzer en een verdere productie met Phillips, de filmmuziek Three Day Moon, werd hij eind jaren 1970 door tijdschriften als Melody Maker geclassificeerd als een van de groten van de fusionmuziek. Hij creëerde Klanglandschaften, waarvan Joe Zawinul alleen maar kan dromen.  In 1982 begon hij met directe opnamen van zijn solostukken die, in tegenstelling tot normale studio-opnamen, meer moesten worden opgevat als concerten exclusief het publiek. Zijn album Euphorismen (1989) vormde de akoestische basis voor de film Euphoria van Tamara Pilz-Hunter en Erez Pilz. 
Feichtner, wiens muzikale werk werd gecatalogiseerd door Lisa Rozman van het Institute for Computer Music and Electronic Media aan de Vienna University of Music, wordt nu beschouwd als onovertroffen in intensiteit en stilistisch bereik (van eenvoudige volksliedjes tot experimentele soundscapes).

## Overlijden
Dieter Feichtner overleed in december 1999 op 56-jarige leeftijd.

## Discografie
- 1978: Barre Phillips Three Day Moon (met Terje Rypdal en Trilok Gurtu)
- 1982-1988: Euphorismen
- 1982-1993: Anthology Vol. 1

- Bibliothèque nationale de France: cb14678888k (data)
- Gemeinsame Normdatei: 1179488652
- International Standard Name Identifier: 0000 0000 5636 4330
- Library of Congress Control Number: n80035322
- MusicBrainz: 50ff506e-bcb2-456d-b439-5a9c512a6938
- Virtual International Authority File: 79198249
- WorldCat: E39PBJd88mvPKq4pDr4Xc9yrv3